# Asporangelav
Asporangelav (Caloplaca flavorubescens) är en lavart som först beskrevs av William Hudson, och fick sitt nu gällande namn av J. R. Laundon. Asporangelav ingår i släktet orangelavar och familjen Teloschistaceae.  Arten är reproducerande i Sverige. Inga underarter finns listade i Catalogue of Life.

## Bildgalleri

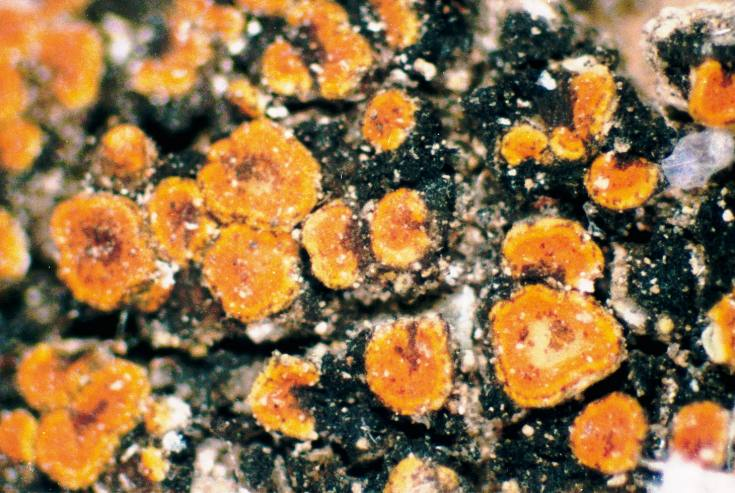